# Киду
Ки́ду (ест. Kõdu küla) — село в Естонії, у волості Тюрі повіту Ярвамаа.

## Населення
Чисельність населення на 31 грудня 2011 року становила 7 осіб.

## Географія
Поблизу населеного пункту проходить автошлях 15 (Таллінн — Рапла — Тюрі).

## Історія
До 22 жовтня 2017 року село входило до складу волості Кяру повіту Рапламаа.